# Morgan +4
Morgan +4 är en serie sportbilar, tillverkade av den brittiska biltillverkaren Morgan sedan 1950. 

## +4 (1950-69)
Morgan Motor Company hade byggt sin första fyrhjuliga bil 1936. Efter andra världskriget använde man en 1,3-liters motor från Standard Motors, men i slutet av fyrtiotalet meddelade Standard att produktionen skulle upphöra och att man skulle fokusera på den större tvålitersmodellen Standard Vanguard. Morgan uppdaterade då sin bil för den större motorn. Morgan +4 fick ett kraftigare chassi med längre hjulbas och hydrauliska bromsar. Liksom företrädaren erbjöds bilen med flera karossalternativ: två- eller fyrsitsig Drop Head Coupe eller de sportigare tvåsitsig roadster eller fyrsitsig tourer. Plus 4 byggdes med Vanguard-motorn fram till 1958.
Från 1953 erbjöds bilen även med den starkare tvåförgasarmotorn från Triumph TR2. Samtidigt moderniserades karossen med ny, rundare kylargrill och strålkastarna halvt inbyggda i framskärmarna.
1960 infördes skivbromsar fram och 1961 kom den större motorn från Triumph TR4. 1962 lyckades Morgan ta en klasseger i Le Mans-loppet.
I slutet av sextiotalet lade Triumph ned produktionen av sin fyrcylindriga motor och 1969 ersattes Morgan +4 av Plus 8-modellen med Rovers V8-motor.

## +4 (1985-2000)
1985 återkom Morgan +4 för att fylla ut gapet i modellutbudet mellan 4/4-modellen och den snabba Plus 8. Bilen hade tvålitersmotor från Ford i olika utföranden under åren. Produktionen lades åter på is år 2000.

## +4 (2005-20)
Sedan 2005 finns Plus 4-modellen återigen på programmet, fortfarande med Ford-motor.

## +4 (2020- )

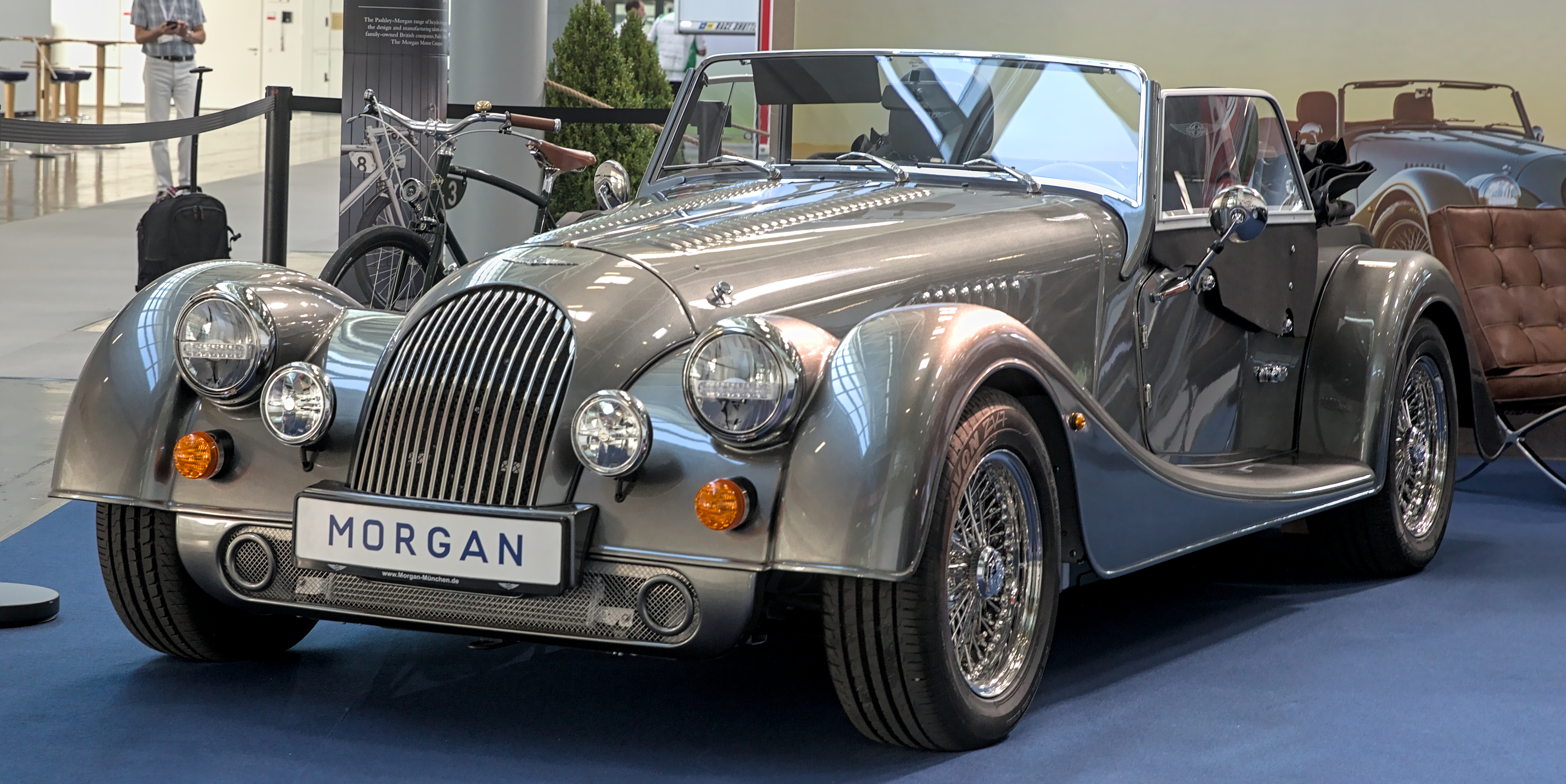
Morgan +4 på IAA 2021.

I mars 2020 introducerades en helt ny Plus 4-modell som delar teknik med den större Plus 6. Under den traditionella karossen finns ett chassi av limmad aluminium med individuella hjulupphängningar runt om. Den turboladdade motorn hämtas från BMW.

## Motor
| Årsmodell | Leverantör      | Motor                   | Cylindervolym | Effekt | Bränslesystem            |
| --------- | --------------- | ----------------------- | ------------- | ------ | ------------------------ |
| 1950-58   | Standard Motors | 4-cyl radmotor ohv      | 2088 cm³      | 68 hk  | Enkel förgasare          |
| 1953-61   | Triumph         | 4-cyl radmotor ohv      | 1991 cm³      | 95 hk  | Dubbla förgasare         |
| 1961-69   | Triumph         | 4-cyl radmotor ohv      | 2138 cm³      | 105 hk | Dubbla förgasare         |
| 1985-93   | Ford            | 4-cyl radmotor DOHC     | 1995 cm³      | 124 hk | Bränsleinsprutning       |
| 1993-2000 | Ford            | 4-cyl radmotor DOHC 16v | 1994 cm³      | 140 hk | Bränsleinsprutning       |
| 2005-20   | Ford            | 4-cyl radmotor DOHC 16v | 1999 cm³      | 145 hk | Bränsleinsprutning       |
| 2020-     | BMW             | 4-cyl radmotor DOHC 16v | 1998 cm³      | 258 hk | Direktinsprutning, turbo |

## Tillverkning
| Modell   | Antal |
| -------- | ----- |
| Standard | 799   |
| Triumph  | 3 642 |